# Шер (річка)
Шер (фр. Cher) — річка у центрі Франції, ліва притока Луари. Бере початок у гірському масиві Центральний на території департаменту Крез на північний схід від муніципалітету Крок. Несе свої води протягом 367 кілометрів, впадає до Луари на території комуни Вілландрі.
Протікає територією департаментів:
- Крез
- Альє
- Шер
- Луар і Шер
- Ендр і Луара.

Основні міста та муніципалітети, розташовані на берегах річки: Монлюсон, Сент-Аман-Монтрон, В'єрзон, Тур.